# أيمن الحجيلي
أيمن يوسف الحجيلي الحربي (مواليد 1 يوليو 1998) هو لاعب كرة قدم سعودي يلعب حالياً في نادي العدالة.

## مسيرة اللاعب
مثل نادي الأنصار في الفئات السنية ووصل للفريق الأول في عام 2017 و انتقل إلى نادي النصر الأولمبي مطلع عام 2018 و عاد إلى نادي الأنصار في صيف 2018 و انتقل إلى نادي ضمك في عام 2019 و أعير إلى نادي العين في صيف 2021 و انتقل إلى نادي الخليج في صيف 2022 ووقع مع في عام 2023 ووقع مع الفيصلي في عام 2023 ووقع مع نادي العدالة في عام 2024.

## وصلات خارجية
- أيمن الحجيلي على موقع Soccerway.com (الإنجليزية)
- أيمن الحجيلي على موقع كووورة